# Bibliothèque de Saint-Michel
La Bibliothèque de Saint Michel est une bibliothèque de Montréal située dans l'arrondissement de Villeray–Saint-Michel–Parc-Extension. Elle est située au 7601, rue François-Perrault.

## Historique
La décennie de 1960 est marquée par le désir d’améliorer la vie communautaire pour la Cité de Saint-Michel. Maurice Bergeron, le maire de la cité met sur pieds plusieurs projets d’infrastructures dont la bibliothèque de Saint-Michel. C’est après la construction du centre administratif du parc Octogonal (1958) que la première bibliothèque municipale voit le jour (1967), puis le 24 octobre 1968 la cité micheloise est annexée à la ville de Montréal. Dans les années 1970, le centre culturel de Saint-Michel devient la bibliothèque de Saint-Michel.
La population de l’arrondissement détonne par sa grande diversité culturelle. Les Antillais forment le groupe culturel le plus important, suivi par les Asiatiques et les Africains, pour ne nommer que ceux-ci. Cette distinction se reflète d’ailleurs dans l’offre des activités culturelles et des services à la communauté.

## Description
La bibliothèque est érigée aux abords du parc François-Perrault. Grande et haute bâtisse, la bibliothèque est imposante de par son architecture, avec son mur « rideau » et son emplacement adjacent au parc octogonal. De plus, sa paroi vitrée crée une ambiance chaleureuse à l'intérieur en laissant entrer la lumière naturelle. Celle-ci convient autant pour une retraite lecture calme que pour un avant-midi à l'espace jeunes. La façade de la bibliothèque comprend une des quatre installations de lumière de Faisceaux d'histoire, un legs de la Ville de Montréal à l’arrondissement pour le 375e anniversaire de la fondation de Montréal, en 2017.
La Bibliothèque de Saint-Michel comprend deux étages ; le rez-de-chaussée comprend la collection pour adultes et l'étage contient la collection pour les jeunes. Depuis 2014, elle possède une collection Haïti comprenant des ouvrages en français et en créole.

## Mission
La Bibliothèque de Saint-Michel fait partie des Bibliothèques de Montréal, et donc, elle poursuit une mission commune avec celles-ci, soit celle d’être « passionnément engagée dans nos quartiers » et d’offrir « à tous un accès à la lecture, à l’information, au savoir, à la culture et au loisir ».

## Collections
La bibliothèque de Saint-Michel détient une collection variée. Au sein de celle-ci, on retrouve notamment des livres à gros caractères, des livres en créole ainsi que des documents audio et audiovisuels. Pour le public jeunesse, elle propose une quantité impressionnante de mangas et de bandes dessinées.

## Services complémentaires
En plus des services de base, la bibliothèque de Saint-Michel offre plusieurs services complémentaires. Par exemple, elle travaille en partenariat avec l’arrondissement afin d’offrir des services de bibliothèques sur roues dans le quartier dans le cadre du projet Plaisir de Lire dans Saint-Michel. Le but de ce projet est de « poursuivre le programme de diffusion et de médiation culturelles dans les secteurs de l’arrondissement où la desserte est actuellement inexistante ». La bibliothèque partage ses locaux avec le Roulivre depuis 2015 et avec le Vélivre depuis 2013.
De plus, depuis 2016, la bibliothèque de Saint-Michel fait partie du programme de prêts d’instruments de musique de la Financière Sun Life. De ce fait, les abonnés peuvent emprunter gratuitement des instruments avec les mêmes modalités qu’un prêt de livre, soit pour une durée de trois semaines.